# Градско веће Јеревана
Градско веће Јеревана (јерм. Երևանի քաղաքապետարան) законодавно је тело града Јеревана, главног града Јерменије. Има 65 чланова који се бирају по систему пропорционалне заступљености партијских листа, а на чијем челу је градоначелник Јеревана.
Веће надгледа перформансе градских агенција и доноси одлуке о коришћењу земљишта, али и доноси законе о разним другим питањима. Градско веће такође има искључиву одговорност за одобравање градског буџета, а сваки члан је ограничен на три узастопна мандата и може поново постати члан тек након истека рока од четири године.

## Избори
Избори за Градско веће Јеревана спроводе се на сваке четири године са пропорционалним листама странака, а Градско веће има 65 чланова. Прва особа на листи странке која је добила више од 40% места у већу се сматра изабраним градоначелником. Уколико ниједна од странака не скупи толики број гласова, градоначелника бира Градско веће гласањем.

## Скупштина града Јеревана
Седиште Градског већа Јеревана је Скупштина града Јеревана смештена у улици Аргишти у округу Кентрон. Зграда је окренута према Тргу Русије, Московском дому и фабрици вина Јереван Арарат. Изградња Скупштине града Јеревана завршена је новембра 2004. године, током периода градоначелника Јерванда Закарјана, а трошкови градње износили су 3,1 милијарду јерменских драма. Зграда је дизајнирана од стране Џима Торосјана, а изградња је почела још током 1980-их, али је прекинута 1991. године због финансијских потешкоћа, тако да је остала незавршена до августа 2003. године, када је процес изградње настављен и завршен у року од 15 месеци.
Скупштина представља петоспратну зграду укупне површине од 13.500 квадратних метара. Главни улаз надвисује традиционални јерменски симбол бескрајних кругова, који представљају вечност, и јерменско кенатско царско дрво, које симболизује живот. Има сатну кулу високу 47 метара на којој је јерменским писмом урезана реч „ԵՐԵՎԱՆ” (Јереван) и украшена традиционалним орнаментима. Кула је на врху окружена стакленим зидовима. Историјски музеј Јеревана налази се у суседној, пратећој згради западно од зграде скупштине.

## Галерија
- Скупштина града Јеревана са 47 метара високом кулом са сатом
- Фабрика вина Јереван Арарат (лево) и Скупштина града Јеревана (десно)
- Бескрајни кругови и кенатско царско дрво изнад улаза
- Унутрашњост Скупштине града Јеревана